# Calendrier révolutionnaire soviétique
Pour les articles homonymes, voir Calendrier révolutionnaire.

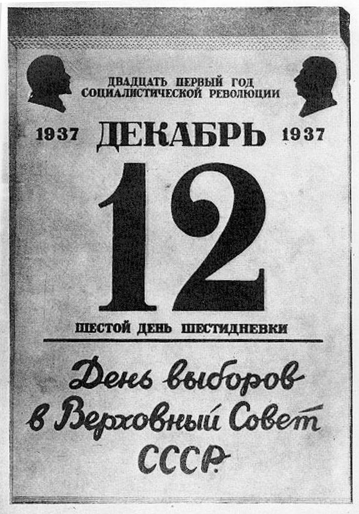
Feuille du 12 décembre 1937, « sixième jour de la semaine de six jours » du calendrier soviétique.

Le calendrier révolutionnaire soviétique fut en vigueur en Union soviétique de 1929 à 1940.

## Du calendrier julien au calendrier grégorien
Peu après la révolution d'Octobre, par décret du 25 janvier 1918, Lénine décréta le passage au calendrier grégorien de la Russie restée fidèle au calendrier julien durant toute la période tsariste : le lendemain du mercredi 31 janvier 1918 fut le jeudi 14 février 1918. Dans l'Est du pays, le changement n'eut lieu qu'en 1920. Le milieu des immigrés a ignoré longtemps ce décret.

## Instauration du calendrier révolutionnaire

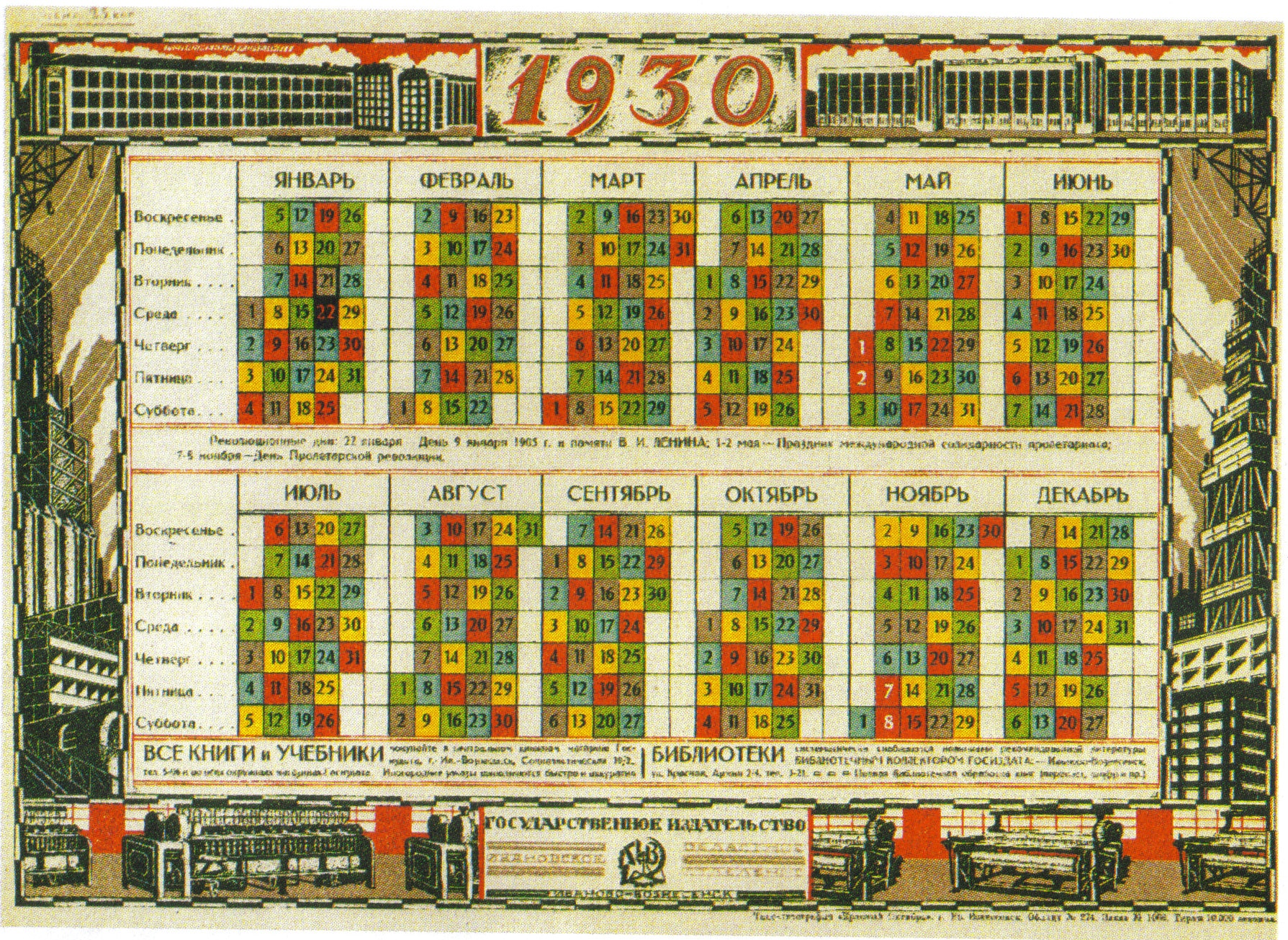
Calendrier soviétique de 1930. La semaine de cinq jours est affichée avec une couleur différente pour chaque jour en fonction de chaque groupe de travailleurs ; les repos nationaux sont en noir et quatre en blanc.

À partir du 1er octobre 1929, une version rationalisée du calendrier fut introduite. L'année comptait 72 segments de cinq jours (360 jours) dont quatre étaient des jours ouvrés, le cinquième un jour de repos. Chaque mois comptait désormais 30 jours, et les cinq ou six jours restants furent ajoutés comme jours intermédiaires de congé, n'appartenant à aucun mois et à aucune semaine. 

Ces jours étaient :
- le jour de Lénine, après le 30 janvier ;
- deux jours du travail, après le 30 avril ;
- deux jours de l'industrie, après le 7 novembre ;
- les années bissextiles, un jour supplémentaire après le 30 février.

La semaine fut ramenée de 7 à 5 jours, ce qui était moins une mesure de rationalisation économique qu'une mesure anti-religieuse par la suppression du dimanche comme jour de repos chrétien. Pour déterminer le jour de repos, les travailleurs étaient divisés en cinq groupes, chacun associé à une couleur (jaune, rose, rouge, mauve, vert), et chaque groupe se reposait un jour différent de la semaine. L'intention était d'améliorer l'efficacité industrielle en évitant l'interruption due au jour de repos complet.
Bien que les travailleurs et les travailleuses eussent plus de congés sous ce système (un jour sur cinq au lieu d'un jour sur sept), la séparation en groupes pesait sur la vie familiale, beaucoup de gens ayant dans la même famille un jour de congé différent. Cette réforme devint vite très impopulaire. De plus, les gains économiques escomptés ne se concrétisèrent pas.
À partir du 1er décembre 1931, la longueur traditionnelle des mois du calendrier grégorien fut rétablie. La semaine passa à 6 jours avec un jour de repos tous les 6, 12, 18, 24 et 30 du mois. Le 31 du mois restait en dehors du cycle des semaines et pouvait être un jour de travail ou de repos.

## Retour au calendrier grégorien
En pratique, la tradition du repos dominical subsista, les travailleurs prenant souvent congé, le dimanche et le jour officiel de repos. Finalement, en 1940, la semaine de sept jours fut rétablie, avec le dimanche comme jour de repos officiel. Elle eut cours ainsi jusqu'en 1967, année où le samedi fut ajouté comme jour de repos.

## Sources
- Georges Nivat et Evguéni Anissimov, Les sites de la mémoire russe, t. 2, Fayard, novembre 2019 (ISBN 978-2-213-63275-9), Les calendriers russes, p. 305-312
- (en) Bonnie Blackburn et Leofranc Holford-Strevens, The Oxford Companion to the Year, Oxford, Oxford University Press, 1999, 937 p. (ISBN 978-0-19-214231-3, OCLC 723603113), p. 688-689.